# Occidryas montanus
Occidryas montanus är en fjärilsart som beskrevs av Mcdunnough 1928. Occidryas montanus ingår i släktet Occidryas och familjen praktfjärilar. Inga underarter finns listade i Catalogue of Life.